# Bombina maxima
Bombina maxima és una espècie d'amfibi anur de la família Bombinatoridae. Es considera l'espècie més grossa del seu gènere arribant a aconseguir 7,5 cm de longitud. És un endemisme de Sichuan, Yunnan i Guizhou (Xina) i el Vietnam. Habita aiguamolls d'aigua dolça, pantans, zones d'aigua dolça temporals, rierols, terra agrícola, canals i rases. No hi ha cap amenaça significativa per a la supervivència d'aquesta espècie, a més es compta amb moltes reserves protegides amb exemplars d'aquesta espècie. És una espècie terrestre que habita entorns d'aigua dolça.

## Farmacopea
Bombina maxima s'utilitza en la farmacopea de la medicina xinesa per al tractament de molts símptomes. La medicina occidental ha demostrat que aquest verí d'aquest amfibi conté una quinina més eficaç per dilatar les artèries de la molècula de mamífer. Era capaç de detectar també una altra molècula que pren el relleu de la primera que redueix la gana i més de 56 pèptids de propietats antibiòtiques capaç de matar als bacteris resistents als medicaments, com ara el Staphylococcus aureus resistent a la meticil·lina.